# Muawiya 2.
Muawiya 2. eller Mu'āwiya ibn Yazīd (arabisk: معاوية بن يزيد) (født 661 – død 684), var den tredje kalif af Umayyade-kalifatet og regerede i ca. fire måneder efter faren Yazids død.
| Islam | Spire Denne islamartikel er en spire som bør udbygges. Du er velkommen til at hjælpe Wikipedia ved at udvide den. |

1. ↑  Navnet er anført på engelsk og stammer fra Wikidata hvor navnet endnu ikke findes på dansk.
2. ↑  Navnet er anført på engelsk og stammer fra Wikidata hvor navnet endnu ikke findes på dansk.